# Elektrická práce
Elektrická práce je fyzikální jev, při kterém elektrické pole působí elektrickou silou na elektricky nabité těleso a posouvá jím.
V širším slova smyslu se tak označuje konání práce elektromagnetickým silovým působením, ať už na celém tělese, nebo na částicích, tvořících jeho strukturu.
Pozn.: Pojem magnetická práce pro konání práce magnetickým polem se zpravidla neužívá. Tento článek se zabývá prací elektrického i magnetického pole.
Práce elektromagnetického pole jako fyzikální veličina je definována stejně jako mechanická práce, lze však vhodněji vyjádřit pomocí veličin charakteristických pro elektromagnetické jevy.

## Práce elektromagnetického pole jakoveličina
Elementární práce lze vyjádřit obecným vztahem
{\displaystyle \mathrm {d} W={\boldsymbol {F}}\cdot \mathrm {d} {\boldsymbol {s}}}.
V elektromagnetickém poli lze pro tělesa s klidnými či pohybujícími se náboji (včetně elementárních vířivých proudů projevujících se jako magnetické momenty částic) odvodit vhodnější vztahy, dosadíme-li sílu působení elektromagnetického pole na bodový náboj Q
{\displaystyle {\boldsymbol {F}}=Q\left({\boldsymbol {E}}+{\boldsymbol {v}}\times {\boldsymbol {B}}\right)},
kde {\displaystyle {\boldsymbol {E}}} je intenzita elektrického pole, {\displaystyle {\boldsymbol {B}}} magnetická indukce a {\displaystyle {\boldsymbol {v}}} rychlost bodového náboje.

## Práce elektrického pole
Vzhledem k tomu, že elektrické napětí {\displaystyle U} je svázáno s intenzitou elektrického pole {\displaystyle {\boldsymbol {E}}} vztahem
{\displaystyle U=\int _{{\boldsymbol {r}}_{1}}^{{\boldsymbol {r}}_{2}}{\boldsymbol {E}}\cdot \mathrm {d} {\boldsymbol {s}}}, lze elementární práci vyjádřit jako součin napětí {\displaystyle U} a elementu přeneseného náboje {\displaystyle \mathrm {d} Q}:
{\displaystyle \mathrm {d} W=U\mathrm {d} Q\!}.
Elektrické napětí nebo elementární náboj lze v různých speciálních případech vyjádřit různě. Z toho plynou různé vztahy pro výpočet elementární práce.
Patří sem i nejčastěji uváděný případ konání elektrické práce při působení elektrického pole zdroje o napětí {\displaystyle U} na částice s elektrickým nábojem ve vodiči, které způsobí usměrněný pohyb nosičů náboje – elektrický proud {\displaystyle I}. (Tato práce se projeví zvýšením kinetické energie nosičů náboje a zpravidla končí jako teplo vydané na ohřátí vodiče.) V tomto případě lze elementární náboj vyjádřit pomocí proudu a elementárního času {\displaystyle \mathrm {d} t}, což vede k elementární práci:
{\displaystyle \mathrm {d} W=UI\mathrm {d} t\!}.
Mezi další případy patří např. vztah pro elementární práci:
- při nabíjení vodiče resp. kondenzátoru: {\displaystyle \mathrm {d} W=\left(Q/C\right)\mathrm {d} Q\!}, kde {\displaystyle C} je elektrická kapacita
- při práci galvanického článku v el. obvodu: {\displaystyle \mathrm {d} W=U_{e}\mathrm {d} Q\!}, kde {\displaystyle U_{e}} je elektromotorické napětí
- při průchodu proudu {\displaystyle I} cívkou (proti napětí vlastní indukce): {\displaystyle \mathrm {d} W=LI\mathrm {d} I\!}, kde {\displaystyle L} je indukčnost.

Výše uvedené vztahy vycházejí z popisu tzv. působení na dálku, tj. vyjádřené jako působení pole zdroje na náboje a proudy. Při polním popisu (vlastní energie působení je rozestřena v prostoru mezi náboji a proudy) je vhodné použití veličiny hustota práce, definované jako
{\displaystyle w={\mathrm {d} W \over \mathrm {d} V}},
kde {\displaystyle V} je objem.
Pro elementární hustotu práce konané elektrickým polem pak platí vztah:
{\displaystyle \mathrm {d} w=-{\boldsymbol {E}}\cdot \mathrm {d} {\boldsymbol {D}}\!}, kde {\displaystyle {\boldsymbol {D}}} je elektrická indukce.
Práce elektrického pole na polarizaci dielektrika spočívá v posunutí nabitých částic tvořících strukturu dielektrika a vytvoření elementárních elektrických dipólů. V tomto případě je vhodné použít pro výpočet práce intenzitu elektrického pole {\displaystyle {\boldsymbol {E}}} a vzniklý elektrický dipólový moment {\displaystyle {\boldsymbol {p}}}:
{\displaystyle \mathrm {d} W={\boldsymbol {E}}\cdot \mathrm {d} {\boldsymbol {p}}}.
Pro elementární hustotu práce pak platí vztah:
{\displaystyle \mathrm {d} w={\boldsymbol {E}}\cdot \mathrm {d} {\boldsymbol {P}}\!}, kde {\displaystyle {\boldsymbol {P}}} je elektrická polarizace.

## Práce magnetického pole
Lorentzova síla {\displaystyle {\boldsymbol {F}}=Q{\boldsymbol {v}}\times {\boldsymbol {B}}} působí kolmo k pohybu náboje, proto práci na nosiči náboje nekoná. Magnetické pole působí však na vodiče s proudy a na magnetické dipóly.
Síla působící na délkový element {\displaystyle \mathrm {d} {\boldsymbol {l}}} vodiče protékaného proudem {\displaystyle I} v magnetickém poli o indukci {\displaystyle {\boldsymbol {B}}} je dána vztahem {\displaystyle {\boldsymbol {F}}=I\mathrm {d} {\boldsymbol {l}}\times {\boldsymbol {B}}}.
Z něj lze stanovit elementární práci na přemístění proudové smyčky protékané proudem {\displaystyle I} v magnetickém poli:
{\displaystyle \mathrm {d} W=I\mathrm {d} \Phi \!},
kde {\displaystyle \mathrm {d} \Phi } je elementární změna magnetického indukčního toku procházejícího smyčkou. Práce magnetického pole na přemístění smyčky bude kladná, když tok poroste, neboť magnetické síly mají tendenci vtahovat smyčku do silnějšího pole.
Při polním popisu platí pro elementární hustotu práce konané magnetickým polem vztah:
{\displaystyle \mathrm {d} w=-{\boldsymbol {B}}\cdot \mathrm {d} {\boldsymbol {H}}\!}, kde {\displaystyle {\boldsymbol {H}}} je intenzita magnetického pole.
Práce magnetického pole o indukci {\displaystyle {\boldsymbol {B}}} na zmagnetování látky lze vyjádřit (obdobně jako u polarizace):
{\displaystyle \mathrm {d} W={\boldsymbol {B}}\cdot \mathrm {d} {\boldsymbol {m}}},
kde {\displaystyle {\boldsymbol {m}}} je vzniklý (Ampérův) magnetický dipólový moment.
Pro elementární hustotu práce pak platí vztah:
{\displaystyle \mathrm {d} w={\boldsymbol {B}}\cdot \mathrm {d} {\boldsymbol {M}}\!}, kde {\displaystyle {\boldsymbol {M}}} je magnetizace.